# Кіє (Серадзький повіт)
Кіє (пол. Kije) — село в Польщі, у гміні Блашки Серадзького повіту Лодзинського воєводства.
Населення — 60 осіб (2011).
У 1975-1998 роках село належало до Серадзького воєводства.

## Демографія
Демографічна структура станом на 31 березня 2011 року:
|          | Загалом | Допрацездатний вік | Працездатний вік | Постпрацездатний вік |
| -------- | ------- | ------------------ | ---------------- | -------------------- |
| Чоловіки | 32      | 8                  | 19               | 5                    |
| Жінки    | 28      | 5                  | 15               | 8                    |
| Разом    | 60      | 13                 | 34               | 13                   |